# Rio Capiá
Rio Capiá är ett periodiskt vattendrag i Brasilien.   Det ligger i delstaten Alagoas, i den östra delen av landet, 1 300 km nordost om huvudstaden Brasília.
Omgivningarna runt Rio Capiá är huvudsakligen savann. Runt Rio Capiá är det ganska glesbefolkat, med 24 invånare per kvadratkilometer.